# Stazione di Castel San Giorgio-Roccapiemonte
La stazione di Castel San Giorgio-Roccapiemonte è una fermata ferroviaria si trova a Castel San Giorgio, in provincia di Salerno. Essa è uno dei tre impianti ferroviari che si trovano in questo comune, insieme a Codola e Lanzara-Fimiani.
È posta sul tronco comune alle linee Cancello-Avellino e Nocera Inferiore-Mercato San Severino.

## Storia
Fino al 1923 era denominata semplicemente "Castel San Giorgio"; in tale anno assunse la nuova denominazione di "Castel San Giorgio-Roccapiemonte".

## Posizione
La denominazione della fermata riflette il fatto che essa è sita ai confini col territorio di Roccapiemonte che non dispone di un impianto ferroviario sul proprio territorio, anche se trova giovamento dal fatto che il territorio rocchese è vicinissimo sia alla fermata in questione, sia alla stazione di Codola, che è anch'essa nel comune di Castel San Giorgio.
Come gli altri due impianti, essa si trova sulla linea Cancello-Avellino, ed è servita dai treni della cosiddetta Circumsalernitana, che collega alcuni dei più importanti centri della zona come Salerno, Mercato San Severino, Nocera Inferiore e Sarno.

## Strutture ed impianti
Lo scalo è dotato di un fabbricato viaggiatori a due piani. È diventato una fermata a metà anni novanta, dopo la rimozione del secondo binario di servizio.

## Movimento
Fra i vari collegamenti, con treni regionali, contava anche un interregionale da e per Roma.
Ecco le linee che sono attualmente attive nella stazione:
linea andata: Nocera Inferiore-Salerno
linea ritorno: Salerno-Nocera Inferiore